# Виртуозность
«Виртуозность» (англ. Virtuosity) — американский научно-фантастический фильм режиссёра Бретта Леонарда об успешной попытке виртуального злодея сбежать в реальный мир. Тэглайн фильма: Правосудию нужна новая программа.

## Сюжет
Программист Даррел Линдермайер создаёт программу Сид 6.7 (англ. SID — sadistic, intelligent, dangerous), в которой совмещены поведенческие черты 183 преступников, серийных убийц, диктаторов и безумцев. Программа предназначена для тренировки полицейских, которые в виртуальной реальности должны с её помощью учиться ловить преступников. Во время испытаний, проводимых на заключенных, один из них погибает, а второй получает травму. Элизабет Дин (Келли Линч), наблюдающая за проектом, требует закрыть его. Линдермайер сообщает своему творению об этом, и Сид подсказывает выход: обманом заставить Клайда Райли, коллегу Линдермайера, загрузить личность Сида в андроида. Райли становится первой жертвой Сида, которому удается вырваться в реальный мир.
Бывший полицейский Паркер Барнс получает шанс поймать его. Некогда одна из личностей Сида, террорист Мэттью Граймс, убил жену и дочь Барнса, а сам Барнс попал в тюрьму после того, как его неудавшаяся спасательная операция привела к человеческим жертвам.

## В ролях
| Актёр                 | Роль                       |
| --------------------- | -------------------------- |
| Дензел Вашингтон      | лейтенант Паркер Барнс     |
| Келли Линч            | доктор Мэдисон Картер      |
| Расселл Кроу          | Сид 6.7                    |
| Стивен Спинелла       | доктор Даррел Линденмайер  |
| Уильям Форсайт        | Уильям Кокран              |
| Луиза Флетчер         | Элизабет Дин               |
| Уильям Фихтнер        | Уильям Уоллис              |
| Костас Мэндилор       | Джон Донован               |
| Кевин Дж. О'Коннор    | Клайд Райли                |
| Кейли Куоко           | Карин                      |
| Кристофер Мюррей      | Мэтью Граймс               |
| Джонни Ким            | лаборант                   |
| Хайди Шанц            | Шейла 3.2                  |
| Трейси Лордс          | певица                     |
| Гордон Дженнисон Нойс | Биг Ред                    |
| Мари Морроу           | Линда Барнс                |
| Майкл Б. Сильвер      | полицейский под прикрытием |

## Производство
В ходе производства фильма Дензел Вашингтон значительно изменил сценарий и диалоги, полностью удалив романтическую связь между доктором Картер и лейтенантом Барнсом.

## Кассовые сборы
При бюджете 30 млн долларов в США фильм собрал в прокате 24 миллиона долларов.